# Cissus venezuelensis
Cissus venezuelensis là một loài thực vật hai lá mầm trong họ Nho. Loài này được Steyerm. miêu tả khoa học đầu tiên năm 1966.